# Volando voy
Volando voy és una pel·lícula espanyola, dirigida l'any 2006 per Miguel Albaladejo.

## Argument[calcitació]
A Getafe a finals de la dècada del 1970, un 600 creua a tota velocitat pel carrer sembla que sense conductor. "El Pera", un nen de 7 anys, va al volant. Els seus pares estan preocupats per la facilitat que el seu fill té per robar i conduir cotxes. Angoixats, volen allunyar-lo dels xavals del barri, uns problemàtics delinqüents, i portar-lo a la Ciutat Escola dels Nois. L'adaptació no és fàcil per a "el Pera", ja que el carrer és el seu ecosistema i el barri és el seu centre d'operacions. "El tío Alberto", que guarda una mica de "el Pera" en el seu interior, intentarà rescatar-lo.

## Repartiment
- Borja Navas com Juan Carlos Delgado "El Pera"
- Fernando Tejero com Juan
- Mariola Fuentes com Pepita
- Àlex Casanovas com tío Alberto
- Mar Regueras com Bego
- José Luis García Pérez com el Señorito